# Stefan Korte (Tonmeister)
Stefan Korte (* 12. Mai 1966 in Dortmund) ist ein deutscher Mischtonmeister. Er ist im Rahmen der 95. Oscarverleihung für den Oscar in der Kategorie „Bester Ton“ für den Film „Im Westen nichts Neues“ nominiert.

## Leben
Stefan Korte studierte an der Fachhochschule Düsseldorf Ton- und Bildtechnik und ist seither als Tonmeister tätig. Für seine Arbeit an Rush wurde er 2014 für den BAFTA Award „Best Sound“ und 2016 für Er ist wieder da für den  Deutschen Filmpreis in der Kategorie „Beste Tongestaltung“ nominiert. Er ist Mitglied der Deutschen Filmakademie.
Ende Juni 2023 wurde Korte Mitglied der Academy of Motion Picture Arts and Sciences.

## Filmografie
- 1994: 00 Schneider – Jagd auf Nihil Baxter
- 2001: Lammbock – Alles in Handarbeit
- 2009: Hilde
- 2010: Die Fremde
- 2013: Rush – Alles für den Sieg
- 2014: Die geliebten Schwestern
- 2014: Zwischen Welten
- 2014: Im Labyrinth des Schweigens
- 2015: Er ist wieder da
- 2016: Conni & Co
- 2016: Pettersson und Findus – Das schönste Weihnachten überhaupt
- 2016: Winnetou – Der Mythos lebt
- 2017: Wendy – Der Film
- 2017: Lommbock
- 2017: Das Pubertier – Der Film
- 2018: Vielmachglas
- 2018: Was uns nicht umbringt
- 2019: Electric Girl
- 2019: Rate Your Date
- 2019: Mein Lotta-Leben – Alles Bingo mit Flamingo!
- 2019: Kroos
- 2019: Auerhaus
- 2020: Bis wir tot sind oder frei
- 2021: Stowaway – Blinder Passagier
- 2021: Lieber Thomas
- 2021: Alles in bester Ordnung
- 2021: Die Vergesslichkeit der Eichhörnchen
- 2021: Die Schule der magischen Tiere
- 2022: Eine deutsche Partei
- 2022: Mad Heidi
- 2022: Im Westen nichts Neues